# Renate Meerwald
Renate Meerwald (* 22. April 1939 in Dresden; † 13. Dezember 2009 in Vohenstrauß) war eine deutsche Malerin.

## Leben
Meerwald kam als Vierjährige nach Vohenstrauß, wo sie die Realschule besuchte. Sie machte eine Ausbildung zur Kunst- und Werkerzieherin in Düsseldorf.
1965 kehrte sie zurück in die Oberpfalz, wo sie zunächst an ihrer früheren Schule in Vohenstrauß und später am Elly-Heuss-Gymnasium Weiden unterrichtete. Krankheitsbedingt wurde sie im Alter von 49 Jahren frühpensioniert und widmete sich ab 1988 dem Kunstschaffen. Sie heiratete zu diesem Zeitpunkt und zog nach Neunburg vorm Wald. Nach zehnjähriger Ehe zog sie wieder zurück nach Vohenstrauß.
Anfangs malte Meerwald Aquarelle mit Landschaftsmotiven, später auch abstraktere Kompositionen. Sie war Mitglied im Kunst- und Gewerbeverein Regensburg und im BBK Niederbayern/Oberpfalz. Ihre Bilder waren zwischen 1997 und 2003 in den Großen Ostbayerischen Kunstausstellungen vertreten. Neben mehreren Einzelausstellungen im Kunst- und Gewerbeverein Regensburg stellte sie auch im Nittenauer Haus des Gastes (1994) und 2003 im Oberpfälzer Künstlerhaus in Schwandorf einzeln aus.

## Auszeichnungen
- 1998: Nordgaupreis des Oberpfälzer Kulturbundes in der Kategorie „Bildende Kunst“

## Ausstellungskataloge
- 2003: Oberpfälzer Künstlerhaus, Schwandorf